# Einfuhrumsatzsteuer (Deutschland)
Die Einfuhrumsatzsteuer (EUSt) ist eine Steuer, die bei der Einfuhr von Waren (sowohl per Postweg wie bei Einreise) aus Nicht-EU-Ländern nach Deutschland anfällt. Sie entspricht in der Höhe der Umsatzsteuer und wird wie diese nur von Endverbrauchern getragen; Unternehmen können sich die gezahlte Einfuhrumsatzsteuer per Vorsteuerabzug erstatten lassen.

## Zweck
Durch die Erhebung der Einfuhrumsatzsteuer soll eine Wettbewerbsverzerrung gegenüber inländisch hergestellten Waren ausgeglichen werden, die anders als eingeführte Waren bei der Herstellung der Umsatzsteuer unterlagen.

## Anwendung
Die Einfuhrumsatzsteuer wird bei der Einfuhr von Waren aus Drittländern in die Bundesrepublik Deutschland erhoben, nicht jedoch im umsatzsteuerrechtlichen Gemeinschaftsgebiet. Das Gemeinschaftsgebiet umfasst das Inland der Bundesrepublik Deutschland im Sinne des § 1 Abs. 2 Satz 1 UStG sowie die unionsrechtlichen Inlandsgebiete der übrigen EU-Mitgliedstaaten (übriges Gemeinschaftsgebiet). Im Gemeinschaftsgebiet findet seit 1993 das Umsatzsteuer-Kontrollverfahren Anwendung. Für die Einfuhrumsatzsteuer gelten die Vorschriften für Zölle sinngemäß, § 13 Abs. 2 in Verbindung mit § 21 Abs. 2 Umsatzsteuergesetz (UStG).
Bis zum 30. Juni 2021 wurde bis 22 Euro Warenwert keine Einfuhrumsatzsteuer erhoben. Da der Zoll allerdings zu der Zeit keine Abgaben unter 5 Euro erhob, lag diese Grenze effektiv bei 26,28 Euro (bei 19 % Mehrwertsteuer) bzw. für Sendungen mit ausschließlich Waren mit ermäßigter Mehrwertsteuer (7 %) bei 71,35 Euro, sofern keine anderen Abgaben erhoben wurden. Zum 1. Juli 2021 entfiel die 22-Euro-Freigrenze. Außerdem werden seitdem bereits Abgaben ab einer Höhe von 1 Euro erhoben, was ohne weitere Abgaben eine Freigrenze von 5,23 Euro Warenwert bei 19 % und 14,21 Euro bei 7 % Mehrwertsteuer ergibt. Damit soll die steuerrechtliche Bevorzugung von Versandhändlern in Drittländern beendet werden (§ 1a EUStBV aufgehoben durch G v. 21.12.2020, BGBl. I S. 3096, mWa 1.7.2021). Die Versandhändler und Online-Portale können sich für das Import-One-Stop-Shop-Verfahren anmelden und die Einfuhrumsatzsteuer beim Bestellprozess erheben und abführen. Sofern diese nicht dort angemeldet sind, liegt die Steuerpflicht bei dem Empfänger. Bei der Auslieferung wird diese in bar kassiert und zusätzlich eine Servicegebühr (z. B. 6 Euro bei der Deutschen Post) durch den Postdienst kassiert.

## Berechnung
Die Einfuhrumsatzsteuer errechnet sich nach § 11 UStG folgendermaßen:
Wert der Ware inkl. Transportkosten an die EU-Außengrenze: ((vereinfacht) FOB-Preis + Transportkosten)
=  Zollwert
+ ggf. Zölle und Abgaben im Ausgangsland
+ ggf. Verbrauchsteuer
+ ggf. innergemeinschaftliche Beförderungskosten
= Bemessungsgrundlage für Einfuhrumsatzsteuer (EUSt-Wert)
* Steuersatz (seit 1. Januar 2007: 19 % oder 7 %)
= Einfuhrumsatzsteuer (EUSt)
Im Jahr 2022 hat der Fiskus ca. 86,6 Mrd. Euro aus der Einfuhrumsatzsteuer eingenommen.